# Roswell (Georgia)
Roswell ist eine City im Fulton County im US-Bundesstaat Georgia und ein Vorort von Atlanta.
Die Bevölkerung lag 2020 bei 92.833 Personen. Roswell ist damit die neuntgrößte Stadt in Georgia; die Stadt stellt eine principal city der Metropolregion Atlanta dar.
Roswell wurde 2006 im Buch Best Places to Raise Your Family an dritter Stelle geführt.

## Geschichte
Im Jahr 1830, während er auf einer Reise nach Nordgeorgia war, kam der Plantagenbesitzer Roswell King durch das Gebiet des heutigen Roswell, wo er ein großes Potenzial für den Aufbau einer Baumwollmühle am Vickery (Big) Creek sah. Da das Land in der Nähe auch gut für Plantagen geeignet war, kam er bald darauf zurück, um eine Mühle zu bauen. Er brachte 36 versklavte Afroamerikaner von seiner eigenen Küstenplantage mit und kaufte weitere 42 in Darien für den Bau der Mühle und aller zugehörigen Häuser. Bald zogen sein Sohn Barrington King und weitere Leute zu, die neue Sklaven brachten und eigene Plantagen errichteten. Am 16. Februar 1854 wurde die Stadt Roswell schließlich inkorporiert.
Während des Sezessionskriegs war Roswell von Unionstruppen besetzt. Die Mühlen wurden niedergebrannt, die Wohnhäuser blieben aber unversehrt. Die Soldaten sandten die Mühlenarbeiter nach Norden, um zu verhindern, dass sie ihre Arbeit nach der Wiedererrichtung der Mühlen wieder aufnahmen. Nach dem Krieg baute Barrington King die Mühlen wieder auf und konnte die Produktion bald wieder aufnehmen. Während viele freie Afroamerikaner in der Region blieben und als bezahlte Arbeiter auf den Plantagen arbeiteten, gingen andere ins Fulton County und nach Atlanta auf der Suche nach neuen Möglichkeiten. Der Süden erlitt eine landwirtschaftliche Depression infolge der Auswirkungen des Krieges und der veränderten Arbeitsbedingungen.

## Demographie
Laut dem United States Census 2000 lebten 79.334 Einwohner in 30.207 Haushalten. Die Bevölkerung setzte sich aus 81,51 % Weißen, 8,54 % Schwarzen und 3,74 % Asiaten zusammen. Hispanics oder Latinos stellten 10,61 % der Bevölkerung. Das Pro-Kopf-Einkommen betrug nach einer Schätzung von 2007 40.106 US-Dollar und 5,0 % der Bevölkerung lebte unter der Armutsgrenze.

## Verkehr
Roswell hat Anbindung an fünf State Routes, nämlich die Georgia State Route 9, 92, 120, 140 und 400.
Die nächsten Flughäfen sind der Dekalb Peachtree Airport in Chamblee, 27 Kilometer südlich von Roswell, sowie der Cobb County McCollum Airport in Kennesaw, 25 Kilometer im Westen. Der Flughafen Atlanta, der Flughafen mit dem weltweit größten Passagieraufkommen, liegt 50 Kilometer südlich von Roswell.

## Persönlichkeiten
- Lorenzo Brown (* 1990), spanisch-US-amerikanischer Basketballspieler